# 伊藤武雄 (声楽家)
伊藤 武雄（いとう たけお、1905年(明治38年)8月2日 - 1987年(昭和62年)12月2日）は、日本の声楽家（バリトン）、教育者。広島県広島市出身。

## 経歴
1930年東京音楽学校（東京芸術大学）卒業。研究科に残りヘルマン・ヴーハーペニッヒ、ネトケ＝レーヴェに師事。1935年デビューリサイタル。戦前から歌曲とオペラに活躍。1937年日中戦争に召集され従軍、上海の戦闘で右手を失うが、帰国後は母校の助教授として後進の育成に尽力した。またコロムビア・レコード専属となり、ドイツ歌曲の吹き込みを行う。1940年山田耕筰に請われオペラ『夜明け』で初舞台。しかし助教授がオペラに出るのは学校も文部省も当時許さず、学校は退職した。真剣にオペラに取り組み、新交響楽団演奏会で『フィデリオ』、『カルメン』、『フィガロの結婚』などの主役を張り、その歌唱で注目された。
戦後は藤原歌劇団のオペラ『リゴレット』や武智鉄二演出の『修禅寺物語』などに出演。また、日本語訳歌詞の質の向上にも努め、シューベルトの『冬の旅』、『魔王』、『さすらい人』、モーツァルトの『魔笛』など、歌曲やオペラの日本語訳に優れた作品を残した。詩人の大木惇夫と共作した「誰かが誰かと」は、外国の歌はもっと原語に忠実に訳すべき、という考え方から、国民的唱歌の一つ「故郷の空」をロバート・バーンズの原詩、春歌の形に戻したもので、一世を風靡したなかにし礼作詞、ザ・ドリフターズ歌の「誰かさんと誰かさん」（1970年）は、これをさらに発展させたものである。
1948年には斎藤秀雄、井口基成、吉田秀和らと「子供のための音楽教室」発足に加わり、この後、江戸英雄や吉田、柴田南雄らと桐朋学園を訪れ、音楽科の併置を懇願するなどで桐朋学園大学創立にも尽力した。また同大学の声楽家主任教授として多くの後進を育てながら、1966年の『ルクリシアの凌辱』など、オペラの演出も手がけた。1959年には実写版『鉄腕アトム』の主題歌を歌唱している。また東京大学音楽部の指導なども行った。演奏と教育の両面に於いて、日本の声楽界発展の基礎を築いた一人である。
1976年、勲四等旭日小綬章受章。
妻・伊藤花子もソプラノ歌手。

## 著書
- 『左手の書 音楽伍長の手記』万里閣、1940年

### 翻訳
- フックス『歌唱の技法 すぐれた歌唱法への道』音楽之友社、1966年
- シカネーダー『世界歌劇全集 第3 魔笛』音楽之友社、1966年